# Gemeenschapslandbouw

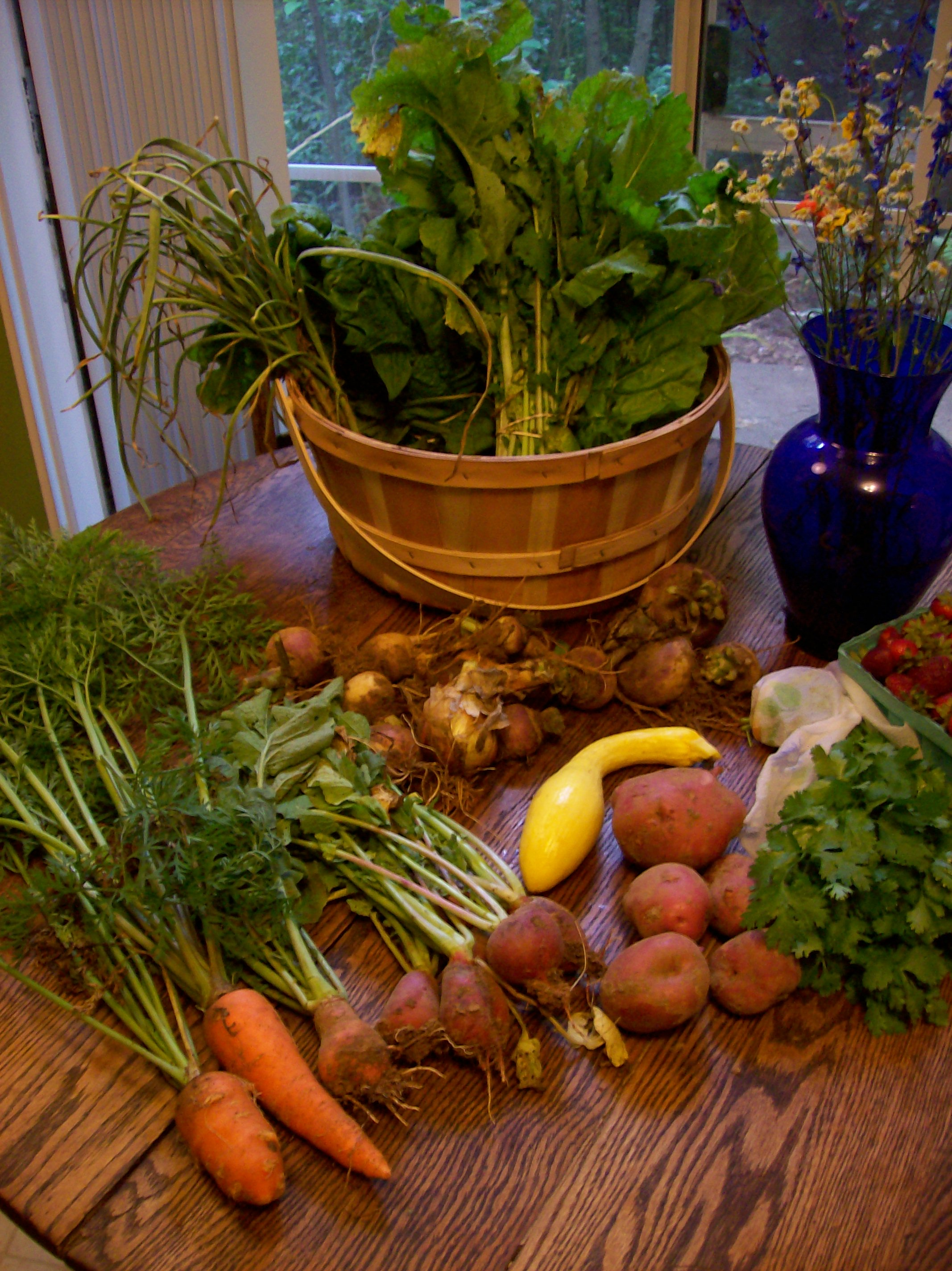
Presentatie CSA-producten

Gemeenschapslandbouw of community-supported agriculture (CSA), in Nederland ook pergola-landbouw genoemd, is een vorm van samenwerking tussen burgers en lokale landbouwers. Burgers betalen jaarlijks een bijdrage om de productiekosten van het landbouwbedrijf te kunnen dekken. In ruil krijgen ze een deel van de opbrengst.

## Geschiedenis
Halverwege de jaren 1960 gingen Japanse vrouwen kritisch kijken naar de afkomst en kwaliteit van hun voedsel. Ze gingen rechtstreeks onderhandelen met boeren en sloten samenwerkingsverbanden af. Dit was de start van teikei, een systeem van directe distributie van goederen. Ook in Chili zouden begin jaren 1970 soortgelijke initiatieven ontstaan zijn. Beide ontwikkelingen worden regelmatig vermeld als voorlopers van de gemeenschapslandbouw, maar noch teikei, noch de Chileense initiatieven inspireerden de latere Europese en Amerikaanse initiatieven rechtstreeks.
In Europa werd het eerste experiment met gemeenschapslandbouw opgestart in 1978 in Les jardins de Cocagne, een nog steeds bestaande Zwitserse boerderij. Dit initiatief, samen met enkele biologisch-dynamische landbouwbedrijven, gebaseerd op ideeën van Rudolf Steiner, inspireerde wel rechtstreeks de verdere ontwikkeling van de gemeenschapslandbouw. Halverwege de jaren 1980 werden de Europese voorbeelden overgebracht naar en verder uitgewerkt in Amerika. In 1985 startten Robyn Van En en Jan Vander Tuin, beiden Amerikanen, het eerste Amerikaanse gemeenschapslandbouwbedrijf: Indian Line Farm. Vander Tuin ging begin jaren 1980 naar Europa en werkte daar onder meer in de biodynamische Topinambur-hoeve in Zwitserland. Van daaruit bezocht hij onder meer Les jardins de Cocagne. Enkele jaren later keerde hij terug naar Amerika, waar zijn vriendin Robyn Van En een tuinbouwbedrijf had. Samen gingen ze aan de slag met de principes van gemeenschapslandbouw, beginnende met een appelgaard. Van daaruit groeide een groter initiatief. Begin 1997 stierf Van En onverwacht aan een astma-aanval. Zij was 49 jaar. Een Amerikaans nationaal centrum voor gemeenschapslandbouw aan het Wilson College draagt haar naam: Robyn Van En Center. Van En stierf in vrij armoedige omstandigheden. Haar zoon was verplicht het bedrijf te verkopen, maar met steun van de Schumacher society, gebaseerd op de ideeën van Ernst Friedrich Schumacher, kon het bedrijf voortgezet worden en blijft het een modelvoorbeeld van gemeenschapslandbouw. Een tweede bedrijf begon rond dezelfde tijd (1985) met gemeenschapslandbouw: Temple-Wilton Community Farm. De initiatiefnemers waren Trauger Groh, Lincoln Geiger en Anthony Graham. De Temple-Wilton Community Farm is ononderbroken volgens dezelfde principes blijven werken.

Deze beide bedrijven kregen veel navolging in Amerika, maar inspireerden later ook Europese initiatieven. Een telling door het United States Department of Agriculture in 2007 wees uit dat er op dat moment in de Verenigde Staten reeds meer dan 12.500 bedrijven volgens de principes van gemeenschapslandbouw werkten.

## Principes
De basiskenmerken van gemeenschapslandbouw zijn te herleiden tot drie principes:
- Economisch: burgers betalen vooraf een jaarbijdrage aan de landbouwer. De bijdragen dekken de productiekosten, maar zorgen tevens voor een degelijk loon voor de landbouwer en loonzekerheid onafhankelijk van zijn productie of van de marktprijzen. De burgers betalen dus in verhouding tot de productie kosten en niet tot wat ze krijgen. Ze weten vooraf niet welke oogsten veel zullen opbrengen of zullen mislukken. Bij slechte oogst krijgen ze weinig terug, bij goede oogst krijgen ze meer. Dit is een vorm van solidariteit: een lokale gemeenschap en een landbouwer sluiten een verbintenissen af en nemen wederzijdse verantwoordelijkheid op.
- Ecologisch: gemeenschapslandbouw heeft oog voor milieuvriendelijkheid. Zowel de manier van telen als de distributie gebeuren ecologisch verantwoord. De landbouw is steeds kleinschalig en gericht op de lokale gemeenschap of op nabijgelegen steden. Verschillende CSA-bedrijven werken biodynamisch, doch dit is niet essentieel.
- Sociaal: landbouwer en klanten ontwikkelen een persoonlijke band. De klanten garanderen de landbouwer ook een degelijk inkomen onder aanvaardbare arbeidsvoorwaarden. Omgekeerd biedt de landbouwer openheid over zijn bedrijfsvoering, productie en boekhouding.

## Variaties
Gemeenschapslandbouw kan zich in de praktijk in verschillende vormen uiten. De oorsprong van deze verschillende vormen is gelegen in de verschillen in wensen en mogelijkheden van de betrokkenen, de mogelijkheden en randvoorwaarden van de boerderij/tuinderij, zoals klimaat, grondsoort, geografische ligging van de boerderij ten opzichte van de consumenten, en of de gemeenschapslandbouw is geïnitieerd door de tuinder/teler of door de consumenten.
Binnen gemeenschapslandbouw bestaan er verschillen in de mate van betrokkenheid bij de deelnemers, zowel bij de consumenten als bij de tuinder/teler. Betrokkenheid uit zich in de mate van samenwerking en uitvoering tussen de tuinder/teler en de consumenten. Dit betreft het met de teler meedenken (en eventueel meebeslissen) over het teeltplan, de prijsvorming en de logistieke uitvoering.

## Praktijk
Gemeenschapslandbouw bestaat ondertussen in zeer veel landen. De praktische invulling ervan verschilt in zekere mate, doch de essentiële kenmerken komen overal terug. Internationaal verenigden heel wat bedrijven en organisaties die actief zijn rond gemeenschapslandbouw en aanverwante zaken zich sinds 2004 in Urgenci, een letterwoord dat staat voor "Le réseau Urbain-Rural: Générer des Echanges Nouveaux entre CItoyens", of "An Urban - Rural Network: Generating new forms of Exchange between CItizens". De ontwikkeling van de gemeenschapslandbouw in Nederland en België wordt kort toegelicht. Alle bedrijven leggen zich toe op tuinbouw: vooral groenten en in mindere mate fruit. Er zijn al bedrijven die hebben uitgebreid met (snij-/pluk)bloemen, bijen, brood, kippen, eieren, zuivel, en vlees.

### Nederland

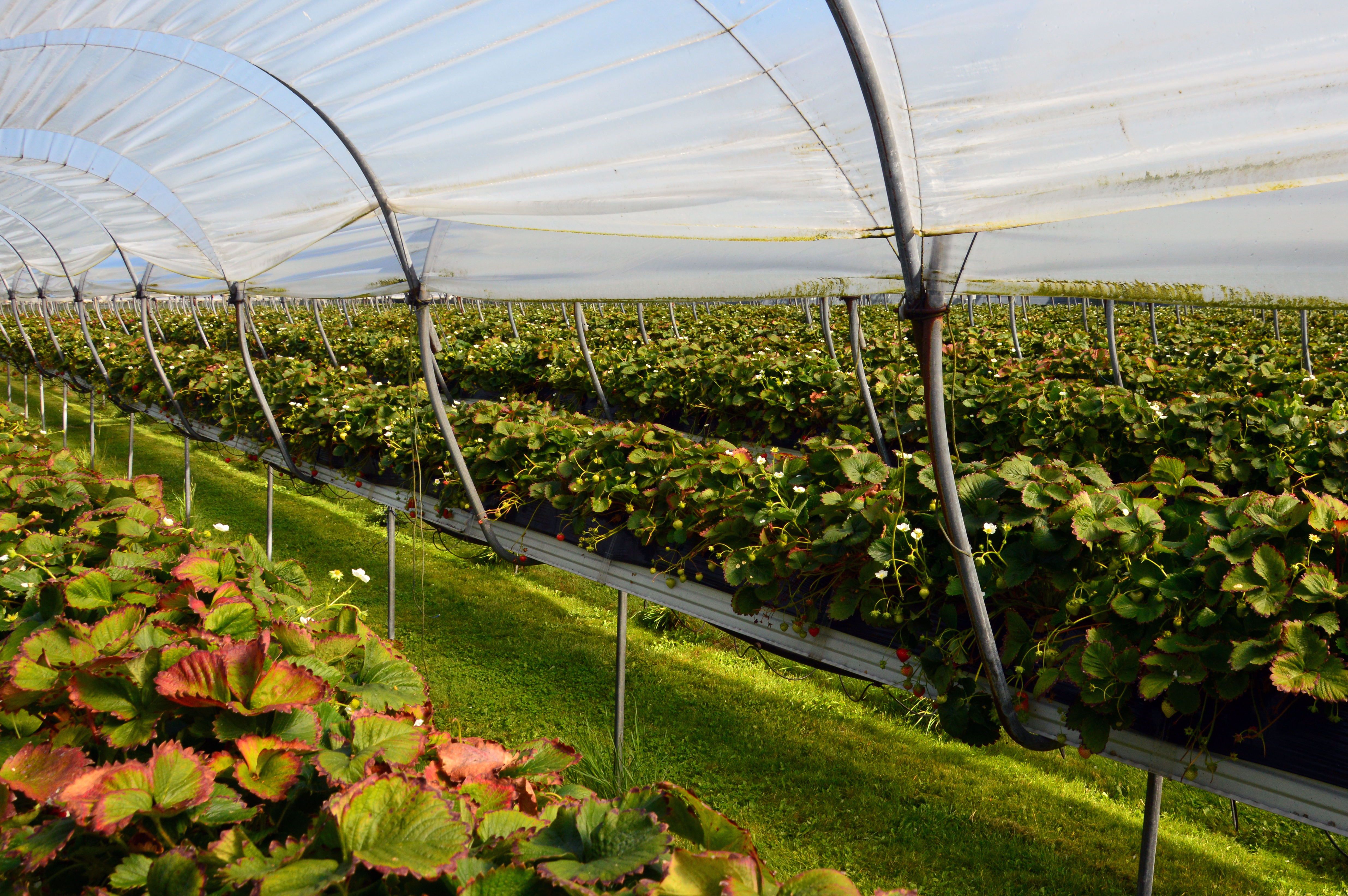
Aardbeien op een zelfplukboerderij in Texel

In Nederland was Jolien Perotti de voortrekster van de gemeenschapslandbouw. In 1994 had ze een lezing van Andrew Lorand bijgewoond. Daarop trok ze naar de Verenigde Staten om ervaring op te doen in gemeenschapslandbouw en in het begeleiden van landbouwers daarin. In 1996 keerde ze terug.
In 1997 begeleidde ze Tineke Bakker en Irene Kuyters bij het opstarten van gemeenschapslandbouw op hun bedrijf De Oosterwaarde. De Oosterwaarde was in 1994 opgericht als biologisch-dynamisch landbouwbedrijf. Het bedrijf startte met 5 ha grond, en kocht in 1997 er nog eens 9 ha bij, zodat het totaal 14 ha bewerkt.
Jolien Perotti overtuigde nog enkele bedrijven om over te schakelen op gemeenschapslandbouw, waaronder Amelis' Hof in Bunnik (toen 'De Aardvlo'), waarna zij vertrok naar Noorwegen, om een zelfoogstboerderij op basis van gemeenschapslandbouw op te zetten. Hierdoor viel de uitbreiding in Nederland grotendeels stil. Er bleef wel interesse, maar er kwam geen navolging.
Pas een tiental jaren later kwam de ontwikkeling van de gemeenschapslandbouw in Nederland weer op gang, mede door de inspanningen van Tineke Bakker. Zo nam zij in 2006 en 2007 wekelijks een dag vrij om het Pergola-idee te promoten. Het aantal Nederlandse bedrijven dat werkt met gemeenschapslandbouw is onduidelijk. In 2018 is het CSA Netwerk Nederland opgericht; een vereniging van CSA-bedrijven en Buurtmarkten/voedselcollectieven. Dit netwerk telt in 2025 ongeveer 50 aangesloten CSA's. In de praktijk zijn er meer CSA's in Nederland, maar slechts een deel ervan is lid van het CSA netwerk, om diverse redenen. CSA's onderschrijven en werken volgens de Nyéléni-verklaring.
Sinds 2014 is de stichting Herenboeren Nederland ontstaan. Deze organisatie wil de afstand tussen boer en consument zo klein mogelijk maken, zowel qua tussenhandel als qua kilometers.
Dit doen de Herenboeren door in een regio een kleinschalige gemengde boerderij op te laten zetten door 200 geïnteresseerde consumenten (leden) die investeren in deze boerderij. De 200 mensen die geïnvesteerd hebben (meestal een inleg van ongeveer 2.000 euro) vormen een voedselcoöperatie en bezitten allemaal 1/200 van het bedrijf. De coöperatie neemt samen 1 of meerdere boeren en/of tuinders in loondienst om de boerderij te runnen. Idee is dat de consumenten hiermee elke week, voor dezelfde prijs als in de supermarkt, hoogwaardige biologische producten kopen, waarmee zij zich voor 60% van hun wekelijkse boodschappen kunnen voorzien. Ook leden van Herenboeren betalen het hele seizoen vooruit, zodat risico's gedeeld worden en niet alleen voor rekening van de producenten zijn.

### België
In België is de situatie complexer: er zijn verschillen tussen Vlaanderen, Wallonië en het Brussels Hoofdstedelijk Gewest.

#### Vlaanderen
In Vlaanderen nam gemeenschapslandbouw pas in 2007 een aanvang. Tom Troonbeeckx startte het landbouwbedrijf “Het Open Veld” te Heverlee, een deelgemeente van Leuven. Hij startte met 50 deelnemers en een bedrijfsoppervlakte van 1,5 ha. Intussen is het ledenaantal gegroeid tot 320 en is er een wachtlijst van geïnteresseerden. Het grootste deel van de Vlaamse gemeenschapslandbouwbedrijven zijn zogenaamde zelfplukboerderijen: leden gaan hun groenten en fruit zelf oogsten. Ze krijgen dus geen kant en klare pakketjes aangeleverd. De landbouwbedrijven zijn verenigd in het CSA-netwerk. Vlaamse bedrijven die willen erkend worden als CSA-bedrijf, moeten zich houden aan het charter van het netwerk. De Vlaamse gemeenschapslandbouw benadert het meeste het oorspronkelijke concept en breidt zich sterk uit. Eind 2012 werkten 11 Vlaamse landbouwbedrijven volgens dit systeem en waren nog 14 nieuwe dossiers in voorbereiding.
Alle Vlaamse bedrijven zijn erg klein: de landbouwoppervlakte bedraagt minder dan 5 ha. Het maximumaantal leden dat ze aankunnen schommelt tussen 100 en 500. Naast groenten, kruiden en fruit produceren sommige ook aardappelen, bloemen en eieren. De prijs voor een oogstaandeel (per persoon, meestal voor iets minder dan een jaar) schommelt tussen 200 en 375 euro. In Vlaanderen is nog meer interesse van een aantal mensen om met gemeenschapslandbouw te starten, maar het grootste probleem is het vinden van grond: er is nog nauwelijks landbouwgrond beschikbaar.

#### Brussel
In het Brussels Gewest bestaat geen echte gemeenschapslandbouw. Wel bestaat er een verwant systeem dat een afwijkend principe hanteert: men werkt er met “GASAP”s, Groupes d’Achat Solidaires de l’Agriculture Paysanne (in het Nederlands: “Solidaire Aankoopgroep van Agro-ecologische Landbouw” - SAGAL). Een SAGAL is een groep van maximum 20 burgers die rechtstreeks met een landbouwproducent afspraken maken om op regelmatige basis producten te kopen. De afspraken worden aan het begin van het seizoen gemaakt, zodat het risico gedeeld wordt. De eerste SAGAL werd in 2006 opgericht te Elsene. Het was een initiatief van Le début des Haricots, een vereniging voor milieubescherming. Intussen zijn er 40 SAGALs in het Brusselse; deze zijn aangesloten bij 10 landbouwbedrijven. Dit geeft meteen een belangrijk verschil aan met de echte gemeenschapslandbouw: hierbij gaat het initiatief uit van een landbouwer die een groep leden rond zich verzamelt. Bij SAGALs is het omgekeerd: groepjes geïnteresseerden sluiten een contract af met een landbouwer en meerdere groepen kunnen contracten afsluiten met dezelfde landbouwer. De SAGALs zijn verenigd in een complex gestructureerd netwerk dat ook politiek financieel ondersteund en dus beïnvloed wordt. Brussel is hiermee een uitzondering. Andere initiatieven voor gemeenschapslandbouw kiezen bewust voor geen politieke inmenging. In 2011 werd ook een charter voor de SAGALs gepubliceerd (oorspronkelijk in het Frans, maar met een gebrekkige Nederlandse vertaling).

#### Wallonië
In Wallonië is er minder samenhang en duidelijkheid. Reeds geruime tijd bestaan er "GAC"s, Groupe d’Achats Communs en recenter ook "GAA's", Groupement d'Achats Alimentaires; in 2012 waren er een 50-tal. Dit zijn aankoopgroepen, vergelijkbaar met de Brusselse SAGALs, maar met toch een aantal verschillen: er zijn zelden schriftelijke contracten en meestal slechts mondelinge engagementen, er is veel minder sprake van risicodeling, betalingen gebeuren vaak per week en meerdere landbouwers leveren dikwijls aan eenzelfde GAA. GACs en GAA’s wijken dus nog veel meer af van gemeenschapslandbouw en gelijken veel meer op voedselteams. op 22 januari 2011 startte een eerste Waals landbouwbedrijf echter wel met duidelijkere gemeenschapslandbouw, meer bepaald een “AMAP”, Association pour le maintien d'une agriculture paysanne. Het betreft “Helia”, een landbouwbedrijf te Louvain-la-Neuve. AMAPs zijn de Franse versie van gemeenschapslandbouw (in Frankrijk wordt hun aantal op 1500 geschat). Ook zijn hebben een eigen charter.

## Naam
De naam “community supported agriculture” ontstond pas eind de jaren 1980, enkele jaren nadat een paar boerderijen ermee aan de slag waren gegaan. Wie de naam heeft gelanceerd is niet helemaal duidelijk. De meeste bronnen geven aan dat de naam werd gegeven door de groep rond Robyn Van En en Jan Vander Tuin. Van En vond vooral belangrijk dat de naam ook kon omgedraaid worden tot “agriculture supported communities”. Zij hechtte zeer veel belang aan gemeenschapsvorming en zag het principe van gedeelde verantwoordelijkheid niet beperkt tot landbouw, maar bijvoorbeeld evenzeer toepasbaar op wagenonderhoud: “community supported auto mechanics”. Hierin werd ze echter niet gevolgd door anderen. De eerste publicatie waarin de term community supported agriculture gebruikt werd is waarschijnlijk het boek “Farms of tomorrow” van Groh en McFadden.
De Nederlandse term “pergola” werd gegeven door Jolien Perotti. Pergola verwijst naar een pergola, een houten constructie in de tuin waarlangs planten kunnen groeien. De pergola staat symbool voor de relatie tussen het bedrijf en de klanten: de pergola-leden (klanten) zijn het geraamte waarlangs het bedrijf kan groeien en zich gesteund weet.

## Te onderscheiden
- Biologische landbouw: gemeenschapslandbouw werkt ecologisch. Dit betekent niet noodzakelijk dat het steeds moet voldoen aan de strikte vereisten van biologische landbouw. Omgekeerd werken de meeste biologische landbouwbedrijven niet volgens het systeem van gemeenschapslandbouw.
- Groentepakketten: verschillende bedrijven bieden (vaak biologisch geteelde) groentepakketten aan – soms aangevuld met producten van andere bedrijven zoals fruit, zuivelproducten en brood. Klanten kunnen een abonnement op een groentepakket nemen en bijvoorbeeld wekelijks een pakket afhalen, of laten bezorgen. Dit wijkt af van gemeenschapslandbouw. Bij een groentepakket weet de klant weliswaar vooraf niet wat hij krijgt, maar de klant krijgt gegarandeerd een pakket, terwijl bij gemeenschapslandbouw de hoeveelheid afhangt van de oogst. Een groentepakket kent geen gedeeld risico. Een ander belangrijk verschil is dat er normaliter bij groentepakketten geen directe band aanwezig is tussen de landbouwer (meestal tuinder) en de klant. Sommige CSA-bedrijven werken eveneens met groentepakketten.
- Voedselteams: voedselteams is eveneens een vorm van georganiseerde en geregelde collectieve aankoop van lokale producten, meestal groentepakketten, soms ook fruit. De verschillen met gemeenschapslandbouw zijn dezelfde als die van groentepakketten.